# Marián Hošek
Marián Hošek (* 13. listopadu 1950 Bratislava) je český politik a stomatolog, bývalý náměstek ministra práce a sociálních věcí ČR, v letech 2006 až 2009 místopředseda KDU-ČSL, v letech 1998 až 2006 zastupitel Hlavního města Prahy, dlouholetý zastupitel Městské části Praha 6.

## Život
Vystudoval obor stomatologie na Lékařské fakultě Univerzity Komenského v Bratislavě.
Krátce působil v Kolíně, později jako stomatolog Centrální kliniky v Praze. V roce 1990 se stal mluvčím Občanského fóra zdravotníků v Praze 6. Od roku 1993 začal provozovat soukromou stomatologickou praxi, kterou výrazně omezil v roce 2005.
Marián Hošek je ženatý, s manželkou Martinou mají sedm dětí.

## Politické působení
Od roku 1995 je členem KDU-ČSL.
Do politiky vstoupil, když byl v komunálních volbách v roce 1990 zvolen jako nezávislý kandidát do Zastupitelstva Městské části Praha 6. Mandát zastupitele obhájil jako člen KDS ve volbách v roce 1994 a jako člen KDU-ČSL ve volbách v roce 1998 a v roce 2002. O obhajobu se pokoušel i v komunálních volbách v roce 2006 a v roce 2010, ale ani jednou neuspěl. Do zastupitelstva městské části se vrátil až po volbách 2014, kdy vedl kandidátku subjektu KDU-ČSL a nezávislí. V listopadu 2014 se stal uvolněným členem Zastupitelstva Městské části Praha 6, účastnil se jednání Rady MČ s hlasem poradním a byl zároveň koordinátorem strategické koncepce a rozvoje zdravotní a sociální politiky. Ve volbách v roce 2018 mandát zastupitele obhájil, když jako člen KDU-ČSL kandidoval za subjekt "KLID. Koalice TOP 09 a KDU-ČSL pro Prahu 6". V listopadu 2018 se navíc stal radním pro sociální věci a zdravotnictví.
Do vyšší politiky se pokoušel proniknout, když v komunálních volbách v roce 1994 kandidoval za KDS do Zastupitelstva Hlavního města Prahy, ale nebyl zvolen. Pražským zastupitelem se stal až po komunálních volbách v roce 1998 jako člen KDU-ČSL na kandidátce Čtyřkoalice. V komunálních volbách v roce 2002 byl kandidátem KDU-ČSL na post primátora, ale z celé strany uspěl jako jediný, a proto byl zvolen pouze řadovým zastupitelem. O obhajobu se pokoušel i v komunálních volbách v roce 2006 a v roce 2010, ale ani jednou neuspěl. V komunálních volbách v roce 2014 kandidoval do Zastupitelstva Hlavního města Prahy na společné kandidátce Strany zelených, KDU-ČSL a STAN, ale zvolen nebyl.
V únoru 2005 byl jmenován náměstkem ministra práce a sociálních věcí ČR. Na starosti měl oblast sociální politiky, rodinnou politiku, zdravotně postižené a další. Z ministerstva odešel v roce 2010 po nástupu ministra práce a sociálních věcí ČR Jaromíra Drábka.
Na mimořádném sjezdu KDU-ČSL v Brně byl v prosinci 2006 zvolen místopředsedou strany. Funkci zastával do dalšího volebního sjezdu ve Vsetíně v květnu 2009.
Pětkrát kandidoval za KDU-ČSL v Hlavním městě Praze do Poslanecké sněmovny PČR, ale ani jednou neuspěl. Účastnil se přitom voleb do Poslanecké sněmovny PČR v roce 1996, v roce 2002, v roce 2006, v roce 2010 a v roce 2013.
Zúčastnil se rovněž voleb do Senátu PČR v roce 2010, kdy kandidoval za KDU-ČSL v obvodu č. 25 – Praha 6. Se ziskem 3,66 % hlasů skončil na 7. místě a nepostoupil ani do druhého kola.